# Fila II
Fila, född 295 f.Kr., död efter år 275 f.Kr., var en drottning av Makedonien, gift med kung Antigonos II Gonatas. Hon har fått det arkeologiska namnet Fila II för att skilja henne från Fila I. 
Hon var dotter till seleukiderkungen Seleukos I och Stratonike av Syrien.  Hennes äktenskap arrangerades som en del av den allianspolitik som rådde mellan seleukiderriket och Makedonien sedan 299, då hennes mor gifte sig med hennes farfar. Vigseln ägde rum år 276 f.Kr. Året därpå födde Fila sitt enda barn, sonen Demetrius, som också blev Antigonos ende legitima barn och tronarvinge. Fila nämns inte efter detta årtal. 
Barn
- Demetrius II Aetolicus